# Pilophorus heidemanni
Pilophorus heidemanni är en insektsart som beskrevs av Bertil Robert Poppius 1914. Pilophorus heidemanni ingår i släktet Pilophorus och familjen ängsskinnbaggar. Inga underarter finns listade i Catalogue of Life.